# Georg Geyer
Georg Geyer (Vienna, 12 settembre 1823 – Vienna, 12 settembre 1912) è stato un pittore austriaco.

## Biografia

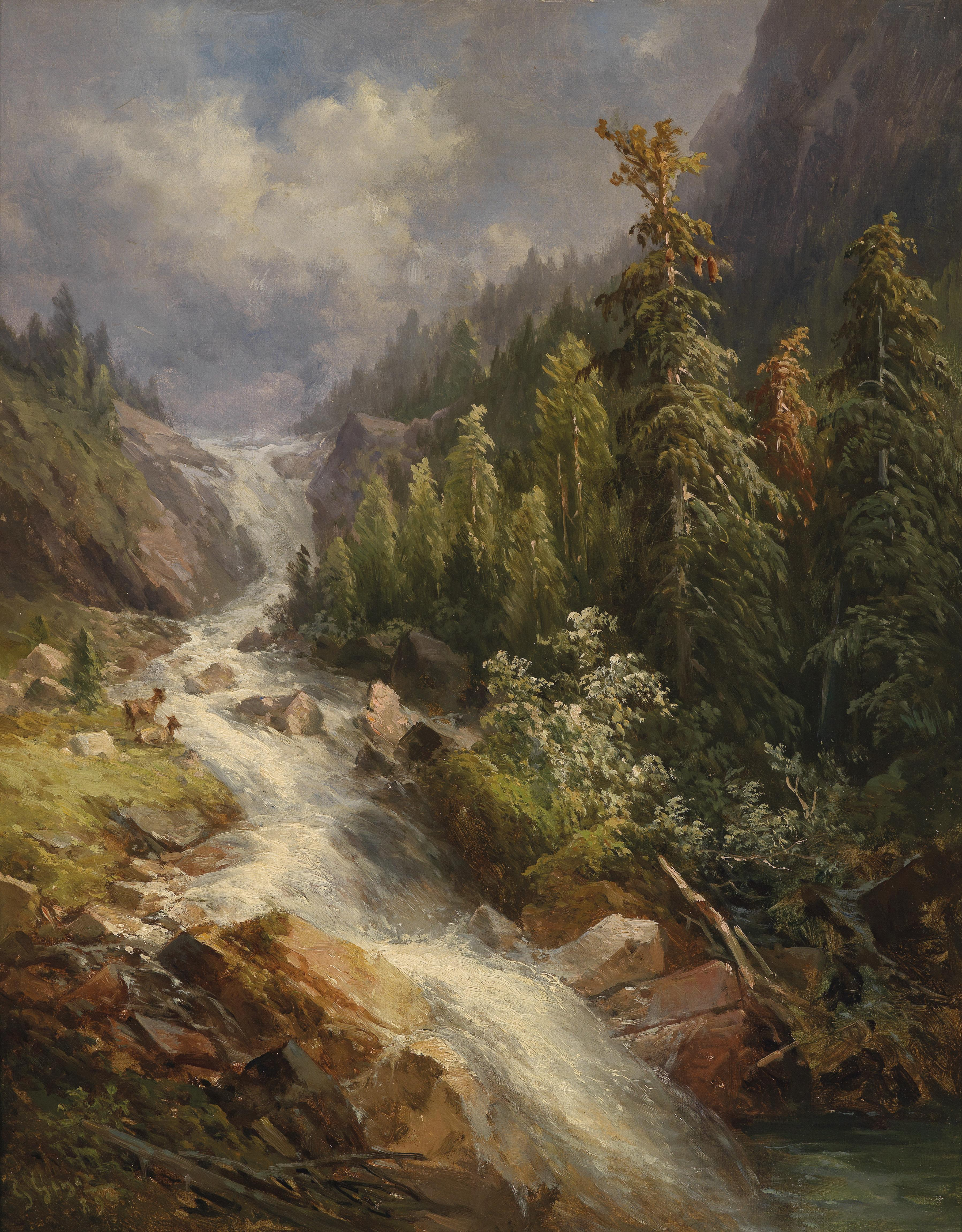
Cascate Stalbach al Grundlsee

Geyer ha studiato all'Accademia di Belle Arti di Vienna con Josef Mössmer, Franz Steinfeld e Thomas Ender.
Espose le sue opere all'Accademia di Vienna a St. Annahof.
Georg Geyer dipinse principalmente paesaggi alpini.